# Pygoctenucha pyrrhoura
Pygoctenucha pyrrhoura är en fjärilsart som beskrevs av George Duryea Hulst 1881. Pygoctenucha pyrrhoura ingår i släktet Pygoctenucha och familjen björnspinnare. Inga underarter finns listade.